# ريتشارد تايلور (لاعب كرة قدم)
ريتشارد تايلور (بالإنجليزية: Richard Taylor)‏ (24 يناير 1957 بهدرسفيلد في المملكة المتحدة - ) هو لاعب كرة قدم بريطاني في مركز حراسة المرمى. لعب مع نادي يورك سيتي وهدرسفيلد تاون.